# Philoscia faucium
Philoscia faucium är en kräftdjursart som beskrevs av Karl Wilhelm Verhoeff 1918. Philoscia faucium ingår i släktet Philoscia och familjen Philosciidae. Inga underarter finns listade i Catalogue of Life.